# Franco Vázquez
Franco Damián Vázquez (Tanti, 22 febbraio 1989) è un calciatore argentino con cittadinanza italiana, centrocampista della Cremonese.

## Biografia
Nato a Tanti, il giocatore è cresciuto e ha vissuto a Villa Carlos Paz, in provincia di Córdoba. Nel 2012 ha ricevuto il premio "Sportivo dell'anno" e l'onorificenza di ambasciatore della città di Villa Carlos Paz.
È soprannominato El Mudo (in lingua italiana il muto) perché è un giocatore timido, riservato e poco loquace. Possiede la cittadinanza italiana perché la madre è di Padova e perché la nonna paterna è di Casorate Sempione in provincia di Varese.
Proprio in virtù delle sue origini ha scelto di giocare per la Nazionale italiana, decisione che è stata poi rettificata nell'agosto del 2016 quando ha dichiarato di sentirsi argentino e di sperare nella convocazione della Selección; cosa che poi è avvenuta due anni più tardi grazie al fatto che ha indossato la maglia azzurra soltanto in amichevoli.

## Caratteristiche tecniche
Paragonato a Javier Pastore, è un trequartista dotato di estro ed eleganza, grande tecnica di base, visione di gioco ed un ottimo piede sinistro, che gli permettono di essere decisivo come uomo assist. Pur difettando in velocità, riesce ugualmente a mettere a segno una grande quantità di dribbling, grazie alla sua tecnica cristallina. Temibile nei contropiedi, possiede un ottimo tiro dalla distanza ed è bravo a lanciare a rete i compagni, nonché nella protezione della palla per far salire la squadra. Tatticamente è in grado di giocare anche da seconda punta nel 4-4-2, nel ruolo di esterno sinistro di centrocampo e in quello di regista. Il tecnico Giuseppe Iachini, nella seconda parte della stagione 2013-2014 al Palermo, lo ha schierato talvolta nel ruolo di mezzala.

## Carriera

### Club

#### Inizi e Belgrano
Dopo un biennio (2003-2005) giocato in età giovanile al Barrio Parque, nel 2005 passa al Belgrano. Nella Stagione 2007/08 disputa 4 partite senza segnare alcuna rete, in prima Squadra nella Primera B Nacional. Nella Stagione successiva, viene aggregato stabilmente in prima Squadra nella Primera B Nacional, dove gioca il primo incontro il 28 febbraio 2009 nella partita pareggiata per 2-2 in trasferta contro il Los Andes, entrando in campo al 74' al posto di Martín Pautasso. Alla seconda apparizione, nell'incontro casalingo perso per 3-0 contro l'Independiente Rivadavia, gioca per la prima volta da titolare venendo sostituito al 75'. Segna il primo gol in carriera il 29 maggio 2009 contro l'Atlético de Rafaela, realizzando al 91' la rete che permette alla sua squadra di vincere per 2-1.
Nella stagione regolare ottiene 15 presenze in campionato, di cui 8 come titolare (solo 2 portate a termine) e le altre 7 da subentrato, chiudendo in seguito l'annata con le due partite di spareggio promozione che la sua squadra non riesce a sfruttare per salire di categoria contro il Rosario Central (0-1) (1-1). Nella stagione 2009-2010 le presenze in campionato salgono a 32 con 4 reti all'attivo, mentre nella stagione successiva le presenze nella stagione regolare del campionato sono 30 (con 7 gol realizzati), più le 2 partite di play-off che stavolta, a differenza di due anni prima, la sua squadra vince venendo promossa in massima serie a discapito del River Plate che invece retrocede.
Esordisce in massima serie il 6 agosto 2011, nella partita pareggiata per 1-1 sul campo dell'All Boys valida per la prima giornata di campionato. Alla seconda giornata, disputata il 18 agosto, arriva la sua prima realizzazione in Primera División, segnando al 56' la rete che permette alla sua squadra di pareggiare per 1-1 contro il Club Olimpo. Si congeda dal pubblico argentino con un gol contro l'Arsenal di Sarandí, decisivo per la vittoria per 1-0; in questa partita ha giocato con la fascia di capitano. Chiude l'anno solare con 18 presenze e 3 reti in massima serie; ha collezionato in tutto 102 presenze e 15 reti con la maglia del Belgrano.

#### Palermo e prestito al Rayo Vallecano
Il 1º settembre 2011 la società italiana del Palermo annuncia il suo acquisto – a partire da gennaio 2012 – per 4,53 milioni di euro. Il 29 dicembre 2011 arriva a Palermo per sostenere le visite mediche. Il 3 gennaio 2012 viene ufficialmente ingaggiato, firmando un contratto fino al 30 giugno 2016. Debutta sia in Serie A che con la maglia rosanero alla prima partita utile, ovvero nella 17ª contro il Napoli (vittorioso per 1-3), giocando titolare e lasciando il campo a Edgar Álvarez all'inizio del secondo tempo. Titolare anche nella partita successiva, gioca poi cominciando dalla panchina per un totale di 14 presenze quasi tutte da subentrato.
Il 27 agosto passa in prestito alla società spagnola del Rayo Vallecano per giocare con più continuità. Esordisce sia con il Rayo Vallecano che nel campionato spagnolo alla nona giornata entrando al 74' della partita persa per 5-0 in casa contro il Barcellona. Mette a segno il suo primo gol con la maglia del Rayo Vallecano nella gara interna contro il Levante della 17ª giornata di campionato vinta per 3-0. Nella seconda parte di stagione è utilizzato soprattutto come rincalzo, restando spesso in panchina e chiudendo l'annata con 18 presenze in campionato (con 3 gol) e una in Coppa del Re.

#### Ritorno al Palermo
Torna a vestire la maglia del Palermo il 17 agosto 2013 in occasione della partita del terzo turno di Coppa Italia persa 1-0 contro l'Hellas Verona. Non viene inserito nella lista, come da nuovo regolamento, per il campionato di Serie B, tornando a disposizione alla riapertura della suddetta lista. Esordisce dunque in campionato in Palermo-Modena (0-0) della prima giornata di ritorno, entrando in campo al 76' al posto di Valerio Verre. Il 10 marzo 2014 segna il suo primo gol con la maglia del Palermo nella partita Juve Stabia-Palermo (0-3) della 28ª giornata. Il 3 maggio 2014, dopo la vittoria contro il Novara per 1-0 in trasferta grazie a un suo gol, ottiene la promozione in Serie A – con annessa vittoria del campionato – con cinque giornate d'anticipo. Salta le ultime due partite del campionato per squalifica chiudendo la stagione con 18 presenze in campionato (con 4 reti) e la già citata partita di Coppa Italia.
Il 15 settembre 2014 segna il suo primo gol in Serie A con la maglia del Palermo, in occasione della sconfitta 2-1 in casa dell'Hellas Verona. Nella gara contro la Lazio, dopo l'uscita dal campo di Édgar Barreto, prende per la prima volta al braccio la fascia di capitano del Palermo. Il 21 dicembre, nella gara della 16ª giornata, segna la prima doppietta in carriera nel 3-3 esterno contro l'Atalanta. Il 16 gennaio 2015 rinnova il contratto fino al 30 giugno 2019. Il 14 febbraio 2015 segna la sua settima rete in campionato nel 3-1 contro il Napoli, eguagliando il proprio record di marcature in un'unica edizione di un campionato fatto registrare la prima volta nella stagione 2010-2011 al Belgrano nella seconda serie argentina. Conclude la stagione totalizzando 10 reti in campionato (tre in meno del compagno di reparto Paulo Dybala).
Nella stagione seguente Vàzquez si dimostra nuovamente un leader importante della squadra (orfana del partente Dybala andato alla Juventus) formando la coppia d'attacco titolare con Alberto Gilardino. Realizza il primo gol stagionale nel lunch match contro il Bologna il 18 ottobre 2015. In questa stagione segna 8 gol in 38 partite, di cui 2 in Coppa Italia 2015-2016, contribuendo alla salvezza della squadra rosanero ottenuta all'ultima giornata. Complessivamente con il Palermo ha messo insieme 109 presenze e 22 gol.

#### Il trasferimento al Siviglia
Il 16 luglio 2016 per 15 milioni di euro viene ceduto al Siviglia con cui firma un contratto quinquennale. L'esordio stagionale con la società spagnola avviene in occasione della Supercoppa UEFA: Vázquez parte titolare e segna anche il primo gol per il Siviglia, ma la competizione verrà vinta dal Real Madrid per 3-2. Dopo aver giocato sia l'andata che il ritorno della finale di Supercoppa di Spagna persa contro il Barcellona, esordisce in campionato con la società andalusa il 20 agosto. Segnando e offrendo un'ottima prestazione nella spettacolare vittoria per 6-4 contro l'Espanyol. Il 14 settembre esordisce in Champions League allo Juventus Stadium nel match pareggiato per 0-0 contro la Juventus. Gode della fiducia di Jorge Sampaoli e gioca con continuità. Totalizzerà 38 presenze complessive. Trenta in campionato, condite da 7 goal. Da segnalare le doppiette nel derby perso contro il Malaga (4-2) e contro l'Osasuna (5-0) nell'ultima giornata di campionato.
La stagione seguente inizia in maniera negativa per un infortunio al ginocchio. Fa il suo esordio stagionale il 17 settembre, contro il Girona Futbol Club, fornendo l'assist a Luis Muriel per lo 0-1 definitivo. Torna al goal il 26 novembre, contro il Villarreal Club de Fútbol. Rilanciato dal nuovo tecnico Vincenzo Montella, torna titolare esprimendosi a grandi livelli. Il 7 febbraio realizza il goal del definitivo 2-0 nella semifinale di Coppa del Re 2017-2018 contro il Leganés, contribuendo con un'ottima prestazione alla conquista della finale, persa a Madrid contro il Barça (5-0).
Il 26 luglio 2018 segna il suo primo goal in Europa League contro gli ungheresi dell’Újpest (4-0 per gli andalusi). Il 12 agosto perde la finale di Supercoppa di Spagna contro il Barcellona (2-1) ed il 19 agosto apre le marcature nella prima giornata di campionato (1-4) al Rayo Vallecano. Conclude la stagione con 3 goal in campionato e 3 in Europa League, andando a segno contro Standard Liegi e Slavia Praga. Il 30 agosto, pochi minuti dopo il suo ingresso in campo, sblocca la partita contro il Celta Vigo, segnando il suo ventesimo goal con la maglia del Siviglia. Nella stagione successiva, caratterizzata dal blocco al campionato a causa della pandemia di COVID-19, il 21 agosto 2020 vince l’Europa League; nel corso della competizione ha siglato 2 goal in 10 presenze. Si tratta del primo titolo vinto da Vázquez con gli andalusi, ottenuto dopo aver perso quattro finali (una di Coppa del Re, due di Supercoppa di Spagna ed una di Supercoppa UEFA).
Nel mese di settembre perde la finale di Supercoppa UEFA 2020 contro il Bayern Monaco. Segna il suo primo goal stagionale il 17 marzo 2021, due minuti dopo il suo ingresso in campo, di tacco contro l’Elche; per tutta la stagione Vazquez era rimasto ai margini della rosa giocando solo sporadici spezzoni di partita.

#### Parma
Il 29 giugno 2021, Vázquez viene acquistato dal Parma, in Serie B, a parametro zero, firmando un contratto biennale con un'opzione sul rinnovo.
Il 15 agosto seguente, esordisce con i ducali nella partita dei trentaduesimi di Coppa Italia, persa in casa col Lecce, mentre il 12 settembre successivo segna il primo gol, nella trasferta in casa del Pordenone, vinta per 4-0. Pur in una stagione non esaltante per gli emiliani, chiusa al dodicesimo posto in classifica, riesce a mettere a segno 14 reti che lo laureano capocannoniere stagionale della squadra.

#### Cremonese
Rimasto svincolato al termine della stagione 2022-2023, il 17 luglio 2023 Vázquez si unisce alla Cremonese, sempre in Serie B, con cui firma un contratto annuale, con opzione per un ulteriore rinnovo. Il 14 agosto segna la sua prima rete all'esordio ufficiale, nella sfida contro il Crotone nel primo turno di Coppa Italia, vinta per 3-1 dopo i tempi supplementari. Il 27 ottobre trova il primo gol in campionato, nel successo per 2-1 in casa del Cittadella.
L'11 marzo 2025 viene squalificato per 10 giornate dal giudice sportivo per aver rivolto insulti di discriminazione razziale nei confronti del giocatore avversario Mehdi Dorval, al termine della partita Bari-Cremonese disputata il 15 febbraio precedente.
Il 24 marzo 2025 la Corte Sportiva d'Appello accoglie parzialmente il reclamo proposto dalla società riducendo da 10 a 8 le giornate di squalifica. Tornato per i play-off, trascina la Cremonese alla promozione in Serie A, arrivata il 1° giugno 2025 sul campo dello Spezia: nella vittoria per 3-2 dei suoi, Vázquez trova il decimo gol stagionale correggendo in porta un tentativo del compagno di squadra Collocolo.  
Il 14 luglio 2025 comunica il rinnovo con la società grigiorossa, dunque tornerà a giocare nel massimo campionato italiano a 9 anni dall'ultima apparizione. 

### Nazionale
Il 21 marzo 2015 è stato convocato dall'allora CT della nazionale italiana Antonio Conte in vista delle partite del 28 marzo seguente contro la Bulgaria (valida per le qualificazioni agli Europei 2016) e del 31 marzo contro con l'Inghilterra (amichevole). Debutta in azzurro nella seconda partita sostituendo Éder al 60'.
Successivamente ha concesso un'intervista alla rivista sportiva argentina El Gráfico, dichiarandosi argentino e non italiano, pronunciando testuali parole: "Mi sento argentino. Quando ho avuto la possibilità di giocare con l'Italia, l'ex CT dell'Argentina mi ha chiuso la porta e quindi ho accettato la chiamata del selezionatore italiano".
Il 17 agosto 2018 Vázquez riceve la convocazione di Lionel Scaloni, neo-CT della Selección argentina. In virtù dell'articolo 17 dello statuto FIFA, il quale consente ad un giocatore di cambiare Nazionale qualora con la prima avesse disputato solamente gare amichevoli, Vázquez accetta la convocazione, dichiarando ancora una volta di essersi "sempre sentito argentino". Debutta in maglia Albiceleste Il 7 settembre successivo, nell'amichevole vinta 3-0 contro il Guatemala.

## Statistiche

### Presenze e reti nei club
Statistiche aggiornate al 1º giugno 2025.
| Stagione         | Squadra          | Campionato       | Campionato | Campionato | Coppe nazionali | Coppe nazionali | Coppe nazionali | Coppe continentali | Coppe continentali | Coppe continentali | Altre coppe | Altre coppe | Altre coppe | Totale | Totale |
| Stagione         | Squadra          | Comp             | Pres       | Reti       | Comp            | Pres            | Reti            | Comp               | Pres               | Reti               | Comp        | Pres        | Reti        | Pres   | Reti   |
| ---------------- | ---------------- | ---------------- | ---------- | ---------- | --------------- | --------------- | --------------- | ------------------ | ------------------ | ------------------ | ----------- | ----------- | ----------- | ------ | ------ |
| 2007-2008        | Belgrano         | BN               | 4          | 0          | -               | -               | -               | -                  | -                  | -                  | -           | -           | -           | 4      | 0      |
| 2008-2009        | Belgrano         | BN               | 15+2       | 1+0        | -               | -               | -               | -                  | -                  | -                  | -           | -           | -           | 17     | 1      |
| 2009-2010        | Belgrano         | BN               | 32         | 4          | -               | -               | -               | -                  | -                  | -                  | -           | -           | -           | 32     | 4      |
| 2010-2011        | Belgrano         | BN               | 30+2       | 7+0        | -               | -               | -               | -                  | -                  | -                  | -           | -           | -           | 32     | 7      |
| 2011-gen. 2012   | Belgrano         | PD               | 18         | 3          | -               | -               | -               | -                  | -                  | -                  | -           | -           | -           | 18     | 3      |
| Totale Belgrano  | Totale Belgrano  | Totale Belgrano  | 99+4       | 15+0       |                 | -               | -               |                    | -                  | -                  |             | -           | -           | 103    | 15     |
| gen.-giu. 2012   | Palermo          | A                | 14         | 0          | CI              | -               | -               | UEL                | -                  | -                  | -           | -           | -           | 14     | 0      |
| 2012-2013        | Rayo Vallecano   | PD               | 18         | 3          | CS              | 1               | 0               | -                  | -                  | -                  | -           | -           | -           | 19     | 3      |
| 2013-2014        | Palermo          | B                | 18         | 4          | CI              | 1               | 0               | -                  | -                  | -                  | -           | -           | -           | 19     | 4      |
| 2014-2015        | Palermo          | A                | 37         | 10         | CI              | 1               | 0               | -                  | -                  | -                  | -           | -           | -           | 38     | 10     |
| 2015-2016        | Palermo          | A                | 36         | 8          | CI              | 2               | 0               | -                  | -                  | -                  | -           | -           | -           | 38     | 8      |
| Totale Palermo   | Totale Palermo   | Totale Palermo   | 105        | 22         |                 | 4               | 0               |                    | -                  | -                  |             | -           | -           | 109    | 22     |
| 2016-2017        | Siviglia         | PD               | 30         | 7          | CR              | -               | -               | UCL                | 5                  | 0                  | SU+SS       | 1+2         | 1+0         | 38     | 8      |
| 2017-2018        | Siviglia         | PD               | 30         | 4          | CR              | 7               | 1               | UCL                | 7                  | 0                  | -           | -           | -           | 44     | 5      |
| 2018-2019        | Siviglia         | PD               | 34         | 3          | CR              | 5               | 0               | UEL                | 12                 | 3                  | SS          | 1           | 0           | 52     | 6      |
| 2019-2020        | Siviglia         | PD               | 31         | 3          | CR              | 1               | 1               | UEL                | 10                 | 2                  | -           | -           | -           | 42     | 6      |
| 2020-2021        | Siviglia         | PD               | 15         | 1          | CR              | 2               | 0               | UCL                | 4                  | 0                  | SU          | 1           | 0           | 22     | 1      |
| Totale Siviglia  | Totale Siviglia  | Totale Siviglia  | 140        | 18         |                 | 15              | 2               |                    | 38                 | 5                  |             | 5           | 1           | 198    | 26     |
| 2021-2022        | Parma            | B                | 34         | 14         | CI              | 1               | 0               | -                  | -                  | -                  | -           | -           | -           | 35     | 14     |
| 2022-2023        | Parma            | B                | 36+2       | 11+0       | CI              | 2               | 0               | -                  | -                  | -                  | -           | -           | -           | 40     | 11     |
| Totale Parma     | Totale Parma     | Totale Parma     | 70+2       | 25+0       |                 | 3               | 0               |                    | -                  | -                  |             | -           | -           | 75     | 25     |
| 2023-2024        | Cremonese        | B                | 35+4       | 3+1        | CI              | 2               | 1               | -                  | -                  | -                  | -           | -           | -           | 41     | 5      |
| 2024-2025        | Cremonese        | B                | 27+4       | 9+1        | CI              | 2               | 0               | -                  | -                  | -                  | -           | -           | -           | 33     | 10     |
| Totale Cremonese | Totale Cremonese | Totale Cremonese | 62+8       | 12+2       |                 | 4               | 1               |                    | -                  | -                  |             | -           | -           | 74     | 15     |
| Totale carriera  | Totale carriera  | Totale carriera  | 494+14     | 95+2       |                 | 27              | 3               |                    | 38                 | 5                  |             | 5           | 1           | 578    | 106    |

### Cronologia presenze e reti in nazionale

#### Argentina
| Cronologia completa delle presenze e delle reti in nazionale ― Argentina | Cronologia completa delle presenze e delle reti in nazionale ― Argentina | Cronologia completa delle presenze e delle reti in nazionale ― Argentina | Cronologia completa delle presenze e delle reti in nazionale ― Argentina | Cronologia completa delle presenze e delle reti in nazionale ― Argentina | Cronologia completa delle presenze e delle reti in nazionale ― Argentina | Cronologia completa delle presenze e delle reti in nazionale ― Argentina | Cronologia completa delle presenze e delle reti in nazionale ― Argentina |
| Data                                                                     | Città                                                                    | In casa                                                                  | Risultato                                                                | Ospiti                                                                   | Competizione                                                             | Reti                                                                     | Note                                                                     |
| ------------------------------------------------------------------------ | ------------------------------------------------------------------------ | ------------------------------------------------------------------------ | ------------------------------------------------------------------------ | ------------------------------------------------------------------------ | ------------------------------------------------------------------------ | ------------------------------------------------------------------------ | ------------------------------------------------------------------------ |
| 7-9-2018                                                                 | Los Angeles                                                              | Argentina                                                                | 3 – 0                                                                    | Guatemala                                                                | Amichevole                                                               | -                                                                        | 56’ - 63’                                                                |
| 11-10-2018                                                               | Riad                                                                     | Iraq                                                                     | 0 – 4                                                                    | Argentina                                                                | Amichevole                                                               | -                                                                        | 46’                                                                      |
| 16-11-2018                                                               | Córdoba                                                                  | Argentina                                                                | 2 – 0                                                                    | Messico                                                                  | Amichevole                                                               | -                                                                        | 72’                                                                      |
| Totale                                                                   |                                                                          | Presenze                                                                 | 3                                                                        |                                                                          | Reti                                                                     | 0                                                                        |                                                                          |

#### Italia
| Cronologia completa delle presenze e delle reti in nazionale ― Italia | Cronologia completa delle presenze e delle reti in nazionale ― Italia | Cronologia completa delle presenze e delle reti in nazionale ― Italia | Cronologia completa delle presenze e delle reti in nazionale ― Italia | Cronologia completa delle presenze e delle reti in nazionale ― Italia | Cronologia completa delle presenze e delle reti in nazionale ― Italia | Cronologia completa delle presenze e delle reti in nazionale ― Italia | Cronologia completa delle presenze e delle reti in nazionale ― Italia |
| Data                                                                  | Città                                                                 | In casa                                                               | Risultato                                                             | Ospiti                                                                | Competizione                                                          | Reti                                                                  | Note                                                                  |
| --------------------------------------------------------------------- | --------------------------------------------------------------------- | --------------------------------------------------------------------- | --------------------------------------------------------------------- | --------------------------------------------------------------------- | --------------------------------------------------------------------- | --------------------------------------------------------------------- | --------------------------------------------------------------------- |
| 31-3-2015                                                             | Torino                                                                | Italia                                                                | 1 – 1                                                                 | Inghilterra                                                           | Amichevole                                                            | -                                                                     | 60’                                                                   |
| 16-6-2015                                                             | Ginevra                                                               | Italia                                                                | 0 – 1                                                                 | Portogallo                                                            | Amichevole                                                            | -                                                                     | 55’                                                                   |
| Totale                                                                |                                                                       | Presenze                                                              | 2                                                                     |                                                                       | Reti                                                                  | 0                                                                     |                                                                       |

## Palmarès

### Competizioni nazionali
- Campionato italiano di Serie B: 1

Palermo: 2013-2014

### Competizioni internazionali
- UEFA Europa League: 1

Siviglia: 2019-2020